# Legge di successione dinastica

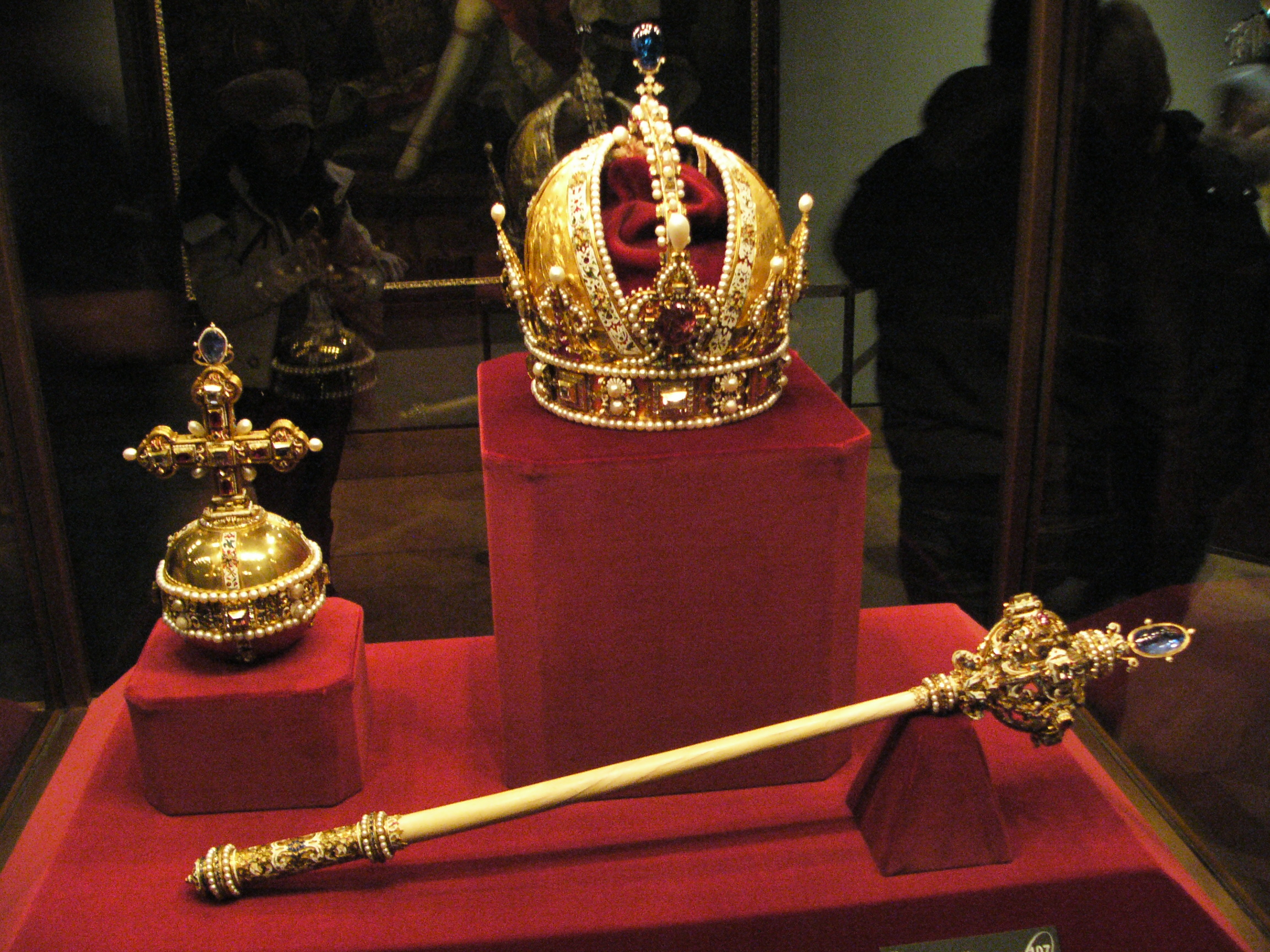
Corona e scettro, simboli dell'autorità regale.

Si definisce legge di successione dinastica il complesso di norme che regolano famiglie reali o dinastie in merito alla successione al trono e all'appartenenza alla dinastia stessa, dalla quale deriva il diritto a uno specifico rango, titolo e trattamento, e, conseguentemente, l'idoneità a ricoprire determinate cariche dello Stato, come nel caso della reggenza.
Tale complesso di norme rientra nell'ambito del diritto dinastico e di quello pubblico e si distingue dalla successione civile, regolamentata dal diritto civile. Fondamentale il distinguo tra diritto pubblico e privato, nonché la distinzione tra Stato e famiglia. Come noto infatti le famiglie regnanti presero il controllo dei rispettivi territori in varie modalità che costituiscono juris consuetudo de facto e che contemplano, in aggiunta alla conquista in armi o all'acquisto, i matrimoni, la designazione regia, le elezioni da parte delle rappresentanze, la designazione pontificia, gli accordi internazionali.
Nel corso dei secoli si è assistito a varie tipologie di successione dinastica monarchica, che ne rappresentano consuetudine de facto, tutte generalmente riconosciute come valide, con l'eccezione della sola successione dinastica implicante il mutamento della religione e cultura tradizionale del territorio governato, considerata nulla. 
I casi di successione monarchica di maggiore rilievo territoriale sul territorio italiano e balcanico/ellenico,  a partire dal basso medioevo, sono stati per dinastia regnante:
Successione per matrimonio
Regno di Sicilia - Altavilla/Hohenstaufen; Hohenstaufen/Aragona Jimenez; Trastámara/Asburgo (anche, su scala inferiore, Ducato di Milano - Visconti/Sforza)
Designazione pontificia
Regno di Napoli - Hohenstaufen/Angiò
Elezioni da parte delle rappresentanze
Regno di Sicilia - Angiò/Aragona Jimenez e Borbone/Savoia
Designazione regia
Regno di Napoli - Angiò/Trastámara
Accordi internazionali
Regni di Sicilia e Napoli - Asburgo/Savoia e Asburgo/Asburgo Austria; Asburgo Austria/Borbone
Successione non riconosciuta/nulla - Regni balcanici dipendenti da Costantinopoli conquistati dagli Ottomani 
Impero di Costantinopoli; Regno di Morea - Paleologo;
Regno di Macedonia; Principato di Tessaglia - Angelo;
Regno di Bulgaria - Asen;
Regno di Serbia; Principati di Rascia e Zeta - Nemanjic e Brankovic; 
Regno di Trebisonda - Comneno
.

## Introduzione
Le norme di successione dinastica stabiliscono i requisiti per la titolarità dei diritti di accesso al trono: esse normalmente distinguono una linea reale o principesca all'interno della quale si trasmette la corona.
Le norme di successione hanno come principale finalità quella di facilitare la trasmissione della corona in modo da evitare dispute per la conquista del potere; per questo motivo esse, normalmente, prevedono dei meccanismi automatici, senza che vi sia bisogno di una preventiva designazione da parte del sovrano "uscente" o di altro organo. Questa automaticità della successione è spesso sintetizzata nella formula "Le roi est mort, vive le roi!".
Le leggi di successione non hanno per oggetto lo Stato, bensì la dinastia che ha giurisdizione sovrana sullo Stato. Per questo motivo, talvolta, dette leggi non si trovano espresse nelle Costituzioni dei Regni, in quanto queste ultime regolano i rapporti tra gli organi dello Stato o stabiliscono i principii fondamentali della convivenza civile nello Stato, mentre per la successione si rinvia, più o meno esplicitamente, a norme - scritte o non scritte - particolari e proprie della dinastia.
Talvolta uno Stato dispone di una propria legge di successione che può divergere da quella della dinastia regnante, come nei casi dell'Hannover o del Lussemburgo.

## Formazione delle leggi di successione
Conclusasi l'epoca carolingia, caratterizzata dal principio di spartizione territoriale tra i discendenti maschi del sovrano, con l'affermarsi delle monarchie dinastiche ereditarie e gettate le prime basi del lungo processo di formazione dello Stato moderno, si diffonde in Europa la legge di primogenitura, normalmente accompagnata dalla prevalenza della discendenza maschile su quella femminile, in modo da rafforzare il potere e la ricchezza della dinastia, evitando il frazionamento di proprietà e diritti. Francia, Italia sabauda, monarchia Asburgica e la maggior parte dei regni e principati tedeschi seguivano la legge salica, che esclude la discendenza femminile dalla successione al trono, salvo estinzione del ramo maschile.
In Spagna è in discussione l'eliminazione della regola di prevalenza della discendenza maschile su quella femminile come già è avvenuto in alcune monarchie nordiche.
Differentemente che in Europa, molti paesi islamici hanno adottato una diversa legge di successione, che non tramanda il potere di padre in figlio, ma "secondo il principio del parente maschio più anziano e capace": questo avviene tuttora in Arabia Saudita, mentre da poco è stata modificata la successione in Giordania in senso più favorevole alla primogenitura.
In Europa le leggi di successione dinastica cominciano a fissarsi a partire dal XIII secolo e vengono incorporate nelle cosiddette Leggi Fondamentali dello Stato: esse regolano la modalità di successione (ad es. primogenitura maschile), stabilendo quali siano i requisiti per essere considerati candidati alla stessa. Infatti, non basta essere membri della Famiglia Reale, e per rientrare in detta categoria occorre essere legittimi discendenti (per linea usualmente, ma non sempre, maschile) del principe sovrano dello Stato in questione, ma occorre rispettare un codice di onore e di sottomissione alla monarchia che si manifesta in pieno nel contratto matrimoniale: in tutte le leggi di successione dei regni e principati d'Europa si riscontra l'obbligo di contrarre matrimoni tra pari e con il preventivo assenso del sovrano, che in casi del tutto eccezionali può acconsentire a un'unione diseguale o ammettere alla successione rami non dinastici. Questo obbligo di contrarre matrimoni tra pari è previsto da quelle regole che normalmente si fanno rientrare, per estensione, nella categoria di Legge salica.
Un caso storico sulla necessità dell'approvazione regia è offerto da Gastone d'Orléans, fratello del re di Francia Luigi XIII, il cui matrimonio con Margherita di Lorena, perfettamente paritario, venne annullato a causa della mancata autorizzazione del Re, che minacciava l'esclusione del fratello dalla successione. L'autorizzazione negata rientrava nei giochi di potenza tessuti dal re di Francia e dal suo consigliere, il cardinale Richelieu.
Dopo la seconda guerra mondiale, a seguito dell'affermarsi dell'ordine liberal-democratico (a prevalenza repubblicana) internazionale nel quale la rilevanza della monarchia si è ridotta in modo più che sensibile, i matrimonî dinastici e politici sono a loro volta diminuiti. Al recente matrimonio visibilmente diseguale del principe delle Asturie con una borghese non è potuto però mancare il necessario assenso del re. Nei Paesi Bassi il diritto di autorizzare o meno il matrimonio di un membro della famiglia reale è riconosciuto anche al parlamento, che - non essendo stato "consultato" nel 2004 - ha fatto escludere dalla successione il principe Hans Friso a causa delle sue discusse nozze. Per quanto riguarda la discendenza da matrimoni in seguito dichiarati nulli dall'autorità ecclesiastica, normalmente le si riconoscono i diritti di successione come discendenza pienamente legittima, ma la storia ha dato esempi anche contrari.

### Evoluzione storica
Ricordiamo alcune date significative nell'evoluzione del diritto di successione al trono in alcuni paesi europei o per alcune dinastie:
- Danimarca: nuove disposizioni del 1953 che limitano i componenti della Famiglia Reale e gli ammessi alla successione[5].
- Regno Unito: Act of Settlement (1701), Royal Marriages Act (1772)[6].
- Russia: leggi emanate da Paolo I nel 1797.
- Italia: Regie Lettere Patenti del 1780, Regio Editto del 1782, Regio Statuto del 1848, Codice Civile del 1865 e del 1942[7].
- Due Sicilie: Prammatica Sanzione del 3 ottobre 1759 con cui Carlo III regola la successione dei regni di Spagna, Napoli e Sicilia, nonché del ducato di Parma e Piacenza.
- Spagna: Pragmatica Sanzione del 1767 emanata da Carlo III (esclude dalla successione chi contrae matrimonio con coniuge non di sangue reale)[8].

## Modifica delle leggi di successione
Il cambiamento delle leggi di successione ha causato nella storia numerosi conflitti tra coloro che perdevano i loro diritti e coloro che invece vi venivano ammessi. Alcuni esempi sono le guerre di successione europee del XVIII secolo o le guerre carliste in Spagna e migueliste in Portogallo. In effetti, similmente a quanto avviene nel diritto internazionale nel caso della formazione di nuove norme consuetudinarie, la modifica di una legge di successione implica la violazione dell'antica legittimità, instaurandone una nuova e causando una serie di dispute connesse alla negazione di diritti acquisiti; è per questo che tale operazione deve avvenire il più possibile in modo condiviso e con il consenso di tutti i principi ammessi alla successione e può eventualmente essere seguita o accompagnata da un pronunciamento del parlamento o degli organi più autorevoli dello Stato.
Tradizionalmente il re, se è sciolto dall'osservanza delle leggi che egli stesso sanziona (legibus solutus, assoluto), è comunque sottomesso alle "leggi fondamentali del Regno", secondo un'espressione in voga ai tempi di Richelieu, cioè le leggi che regolamentano la successione, l'adesione a una certa religione e l'insieme di norme morali e di rispetto delle tradizioni del regno, che in realtà resteranno scarsamente definite e permetteranno l'opera riformistica e razionalizzatrice delle monarchie assolute.
Un cambiamento delle leggi di successione ha anche implicazioni internazionali visto che può alterare gli equilibri di alleanze basati sui rapporti familiari fra dinastie regnanti.

### Il caso delle famiglie non regnanti
(Filippo VIII d'Orléans, dichiarazione del 15 luglio 1901)
Se le modifiche alle leggi di successione di una dinastia regnante possono sollevare delle crisi di legittimità, nel caso delle famiglie non più regnanti, queste non fanno altro che alimentare dispute dinastiche che indeboliscono le potenzialità di restaurazione. Occorre vagliare meticolosamente l'autorità con la quale il capo della Casa dà luogo alla modifica, se cioè abbia il potere di farlo, e verificare che tale atto sia riconosciuto come legittimo dagli altri membri. Normalmente, i pretendenti dell'età precedente al secondo dopo guerra, e in particolare i conti di Parigi, quando ancora vivo era il principio monarchico, si riconoscevano esclusivamente il diritto di interpretare, attuare e difendere le leggi dinastiche e non quello di modificarle.

## Leggi di successione che regolano Casa Savoia

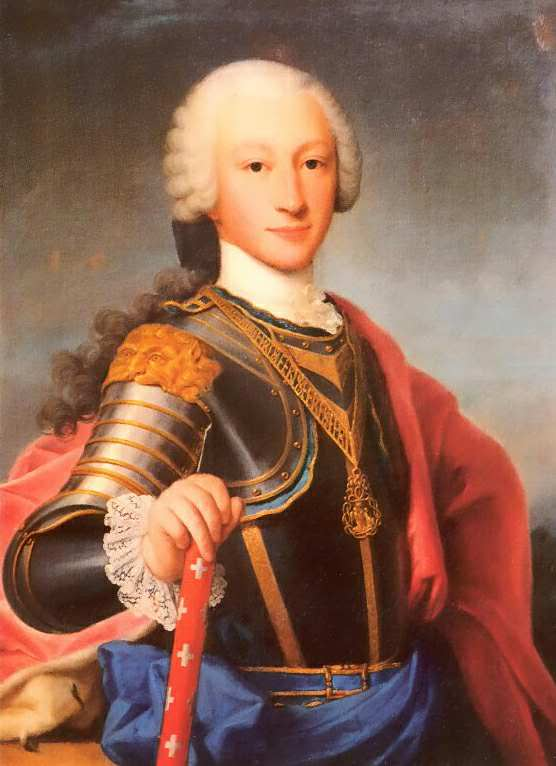
Vittorio Amedeo III, il sovrano che stabilì le leggi di successione in Casa Savoia.

La successione dinastica in Casa Savoia era regolamentata da una serie di norme contenute in diversi atti: le Regie Lettere Patenti del 1780 e il Regio Editto del 1782, entrambi emanati da Vittorio Amedeo III, abrogati dallo Statuto Albertino del 1848 e dal Codice Civile del 1942 (artt. 92, 105 e 114).
I matrimoni dei principi di Casa Savoia, come per le altre dinastie, avvenivano generalmente  tra pari: questo uso, vera e propria legge consuetudinaria, era sancito dalle leggi suddette. Il principe che sta per sposarsi, inoltre, doveva obbligatoriamente ricevere l'assenso al matrimonio dal Capo della Casa, pena la perdita di tutti i diritti di successione. Nel caso di nozze fra principi che non siano state autorizzate, il sovrano poteva decidere le sanzioni caso per caso, mentre nel caso di mancato assenso a un matrimonio diseguale (ad esempio, un principe e una persona non di sangue reale o di casa sovrana) era prevista la decadenza automatica del principe contraente matrimonio e l'esclusione da qualsiasi titolo e diritto di successione per sé e per la sua discendenza.
Lo Statuto Albertino del 1848, che si occupava dei rapporti fra i poteri e fra gli organi dello Stato, abrogava ogni precedente disposizioni. L'art. 2 dello Statuto Albertino recitava: "Lo Stato è retto da un Governo Monarchico Rappresentativo. Il Trono è ereditario secondo la legge salica". Con legge salica ci si riferisce a quel complesso di norme consuetudinarie sulla primogenitura maschile che escludono la successione femminile.
Di nuovo a conferma della loro validità gli articoli del Codice Civile del 1865 e del 1942, che all'art. 92 stabiliva: "Per la validità dei matrimoni dei Principi e delle Principesse Reali è richiesto l'assenso del Re Imperatore".
Nel periodo fascista il Gran Consiglio del Fascismo poteva eventualmente esprimersi in materia di successione al trono.
Dopo la caduta della monarchia avvenuta nel 1946, sono sorte dispute dinastiche tra due rami della famiglia Savoia, a causa del matrimonio tra Vittorio Emanuele, figlio di Umberto II, e la borghese Marina Doria. Trattandosi di un matrimonio diseguale, mette in crisi le antiche tradizioni dinastiche dei Savoia.
Il 28 dicembre 2019 Vittorio Emanuele pubblica un decreto con cui non ha modificato, ma «adeguato alle norme comunitarie sull'uguaglianza di genere» la legge salica, perifrasi che di fatto implica l'abolizione della legge salica stessa in favore della primogenitura semplice. Inoltre, Vittorio Emanuele ha circoscritto la linea di successione esclusivamente alla sua discendenza. Tale modifica non è riconosciuta dai sostenitori di Aimone di Savoia-Aosta, in quanto Vittorio Emanuele non aveva alcun potere di modificare arbitrariamente e unilateralmente le leggi di successione.

## Leggi di successione che regolano Casa Borbone Due Sicilie
La Costituzione del Regno delle Due Sicilie promulgata da re Ferdinando II con l'atto sovrano del 10 gennaio 1848, venne ripristinata da re Francesco II con Real Proclama del 28 giugno 1860. 
L'articolo 70 di tale Costituzione espressamente recitava: “L'atto solenne per l'ordine di successione alla corone dell'Augusto Re Carlo III del 6 di ottobre 1759, confermato dall'Augusto Re Ferdinando I nell'articolo 5 della legge degli 8 di dicembre 1816, gli atti sovrani del 7 di aprile 1829, del 12 di marzo 1836, e tutti gli atti relativi alla Real Famiglia rimangono in pieno vigore”.
Pertanto tale articolo 70 sintetizzò e riconfermò quale fosse il “corpus” delle Leggi dinastiche borboniche (comprendenti sia quelle della Real Casa vera e propria, che quelle della dinastia, con la successione al Trono), ovvero: la detta Prammatica del 1759, l'articolo 5 della Legge dell'8 dicembre 1816 (Legge fondamentale del Regno delle Due Sicilie), l'atto sovrano del 7 aprile 1829, e l'atto sovrano n. 3331 del 12 marzo 1836.
La successione dinastica venne stabilita quindi secondo i seguenti quattro punti fondamentali: 1) discendenti maschi di Ferdinando (il futuro Ferdinando I Re del regno delle Due Sicilie); 2) in mancanza di discendenti maschi di Ferdinando, la successione deve passare attraverso ognuno degli altri figli ultrogeniti di Carlo di Borbone, secondo la linea (ovvero i principi Gabriele, la cui discendenza è esclusa dalla R. Casa, Antonio e Francesco Saverio, che però non ebbero discendenti); 3) mancando gli eredi maschi la successione deve passare all'erede femmina più vicina all'ultimo Re (o suo erede); 4) nel caso in cui mancasse anche l'erede femminile, la successione deve passare agli eredi dei fratelli di Carlo di Borbone, padre di Ferdinando, ovvero alla discendenza dell'Infante don Filippo, Duca di Parma o, mancando questi, l'Infante Don Luigi Antonio (1727-1785) (la cui discendenza si estinse). Se il Re di Spagna o il Principe delle Asturie, suo erede diretto alla Corona di Spagna, avesse ereditato la sovranità italiana, doveva immediatamente rinunciarvi in favore del prossimo Principe in linea di successione.
L'articolo 5 della Legge dell'8 dicembre 1816 (Legge fondamentale del Regno delle Due Sicilie), voluta da re Ferdinando I, aveva confermato semplicemente la citata Prammatica, recitando infatti: “La successione nel regno delle Due Sicilie sarà perpetuamente regolata colla legge del nostro augusto genitore Carlo III, promulgata in Napoli nel dì 6 di ottobre 1759.”
L'atto sovrano del 7 aprile 1829, al primo comma, invece, fu quello in cui Francesco I prescrisse formalmente come: “Nel Regno delle Due Sicilie i figliuoli e le figliuole del Re, i suoi nipoti e pronipoti dell'uno e dell'altro sesso discendenti da maschio, e finalmente le sorelle, gli zii, e le zie del Re, avranno bisogno del precedente sovrano beneplacito per contrarre matrimonio, qualunque fosse la loro età. Il difetto del sovrano beneplacito renderà il matrimonio non produttivo di effetti politici e civili”, mentre con l'atto sovrano n. 3331 del 12 marzo 1836, al secondo comma, il re Ferdinando II precisò che: “Non saranno considerati legittimi e capaci di produrre effetti politici e civili i matrimoni de'componenti della Real Famiglia che non sieno preceduti da un nostro beneplacito da accordarsi loro in forma di decreto” .
Tali normative sono chiaramente riferite al generale diritto dinastico della R. Casa e Dinastia (ovvero sia a quello dinastico-familiare, che a quello dinastico-statale), sia perché non fu mai specificata una distinzione della loro applicabilità, sia e soprattutto perché tali assensi erano dati, proprio come specificava il loro testo, dal rappresentante massimo della Casa delle Due Sicilie nella sua duplice veste di “Capo e Sovrano della Real famiglia”, e “secondo l’uso e lo Statuto di Famiglia”. Chiarendo in questo modo la natura “dinastico-familiare” e quella “dinastico-statuale” di tali normative.
Inoltre i titoli della R. Casa delle Due Sicilie vennero regolati dall'Atto Sovrano n. 594 del 4 gennaio 1817 con il quale Re Ferdinando I delle Due Sicilie stabilì i titoli dinastici per i Principi Reali delle Due Sicilie, stabilendo che i predetti titoli: “.... saranno trasmissibili ai loro figliuoli primogeniti (degli originari concessionari, n.d.r.), ciascuno nella propria linea, ed a tutti i loro discendenti, di maschio in maschio, colla inalterabile prerogativa del sesso e del grado; di modo che se del caso non avessero figli maschi o che la loro discendenza di maschi discendenti de' maschi venga a cessare, neanche le figliuole primogenite possano portare alcuni dei titoli anzidetti, ma resterà estinto nella persona dell'ultimo maschio discendente, e tornerà a disposizione del Sovrano che si troverà allora sul Trono”.

## Matrimoni reali
Normalmente si distinguono tre tipi di matrimonio: tra pari (omogamici), cioè tra persone di uguale condizione; ipogamici, cioè contratti con una persona di condizione inferiore; e ipergamici, ovverosia contratti con una persona di condizione più elevata.
Nel caso delle famiglie reali è difficile immaginare casi di matrimoni ipergamici, non riconoscendo per definizione nessuno al di sopra della condizione regia. Tuttavia vanno ricordati i casi più recenti del Margravio Max di Baden con l'arciduchessa Valerie d'Austria-Toscana, il principe ereditario Alois di Liechtenstein con la duchessa Sophie in Baviera, il conte Friedrich Karl di Schönborn-Buchheim con la principessa Isabelle di Francia, il principe Richard di Sayn-Wittgenstein-Berleburg con la principessa Benedikte di Danimarca, il conte ereditario Karl Eugen di Neipperg con l'arciduchessa Andrea d'Austria.

### I matrimoni tra pari (omogamici)

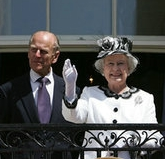
Elisabetta II del Regno Unito e Filippo di Edimburgo.

Si considerano matrimoni fra pari quelli contratti fra membri di case sovrane, anche se non più regnanti. I matrimoni omogamici costituivano la regola fino alla fine dell'Ottocento e sostanzialmente fino alla fine della prima e della seconda guerra mondiale.
A seguito però della caduta delle monarchie spazzate via dalle due guerre, essendosi affermati i valori liberal-democratici borghesi con una forte pregiudiziale repubblicana, le famiglie reali hanno adottato costumi sempre più borghesi e conseguentemente i matrimoni fra reali sono progressivamente diminuiti. È indubbio che questo implichi una definitiva resa della monarchia intesa in senso tradizionale: una rinuncia a quei valori fondati sull'onore, sulla reputazione e sulla venerazione della tradizione e delle glorie della propria dinastia, da parte degli stessi membri delle famiglie reali.
L'obbligatorietà del matrimonio fra pari si fonda oggi come in passato, infatti, su considerazioni di natura politica e di prestigio, manifestazione dell'importanza della dinastia all'interno degli affari di Stato come nelle relazioni internazionali, e di onore e orgoglio dinastico. Tutto questo è ed era strettamente connesso al principio del diritto di sangue, cioè dell'eccellenza del sangue regale, alla base dell'autorità regia tradizionale.
Bisogna notare comunque che i criteri per stabilire la pari condizione variano da Casa a Casa: per esempio, mentre la maggior parte delle case reali dei grandi stati europei richiedono o richiedevano nozze con membri di case sovrane, le case sovrane dei Paesi Bassi, del Belgio e del Regno Unito richiedono solo nozze con persone dell'alta aristocrazia.
Venendo ai giorni nostri, esempi di matrimoni omogamici, quindi "nozze principesche", sono quasi tutti quelli dell'attuale generazione reale: il re Juan Carlos I di Spagna con Sofia di Grecia e Danimarca, la regina Elisabetta II del Regno Unito con Filippo di Grecia e di Danimarca-Mountbatten, Amedeo di Savoia con Claudia d'Orléans, il re Costantino II di Grecia con Anna Maria di Danimarca, il re Michele I di Romania con Anna di Borbone-Parma, Otto d’Asburgo con Regina di Sassonia-Meiningen, Enrico d'Orléans con Maria Teresa di Württemberg, Maria Wladimirovna Romanova con il principe Franz Wilhelm di Prussia, Antonio di Borbone Due Sicilie con Elisabeth di Württemberg, Ernst August di Hannover con Carolina di Monaco, Alessandro II di Jugoslavia con Maria da Gloria d'Orléans-Braganza.

### I matrimoni ipogamici: diseguali autorizzati, morganatici e non autorizzati

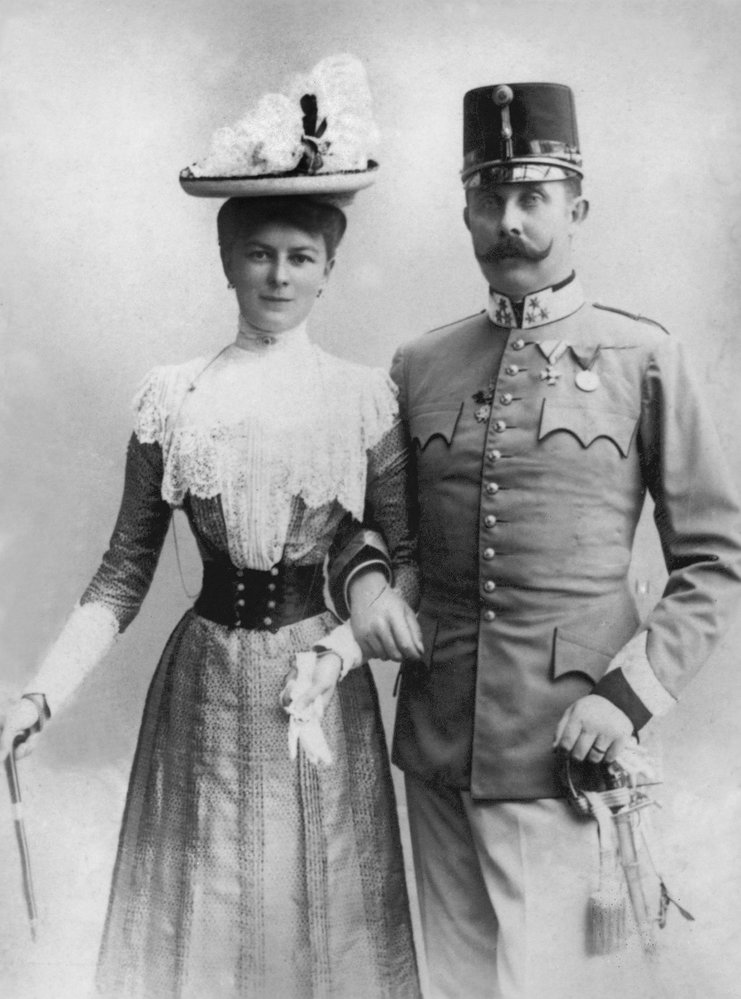
Francesco Ferdinando d'Asburgo-Este e Sofia Chotek.

Alcune Case, come accennato, considerano omogamico qualsiasi matrimonio aristocratico (almeno con l'alta aristocrazia). Invece in altre è vietato ogni matrimonio con persona né titolata né nobile. In particolare la Russia ha una legge di successione veramente restrittiva, che esclude le nozze con coniugi non appartenenti a famiglie reali, anche se di antica e prestigiosa nobiltà.
Spesso le case reali ammettevano matrimoni con esponenti di grandi famiglie nobili, che rientravano in una categoria ben precisa, come nel caso della nobiltà tornearia per gli Asburgo o i pari del regno (lord) nel Regno Unito.
I matrimoni con la bassa nobiltà erano evitati e se contratti erano normalmente considerati morganatici: è il caso del matrimonio dell'arciduca Francesco Ferdinando con la contessa Sofia Chotek. I matrimoni diseguali non autorizzati comportano la perdita dei titoli e dei diritti di successione.
Ai nostri giorni il matrimonio diseguale è divenuto frequentissimo, tanto da far parlare di crisi definitiva degli ideali monarchici tradizionali.
- Matrimoni ipogamici ma che rientrano nella categoria delle nozze principesche, in quanto contratti con famiglie della più alta aristocrazia, sono per esempio quelli fra il re Alberto II dei Belgi e Paola Ruffo di Calabria, fra Carlo, principe di Galles e lady Diana Spencer, fra Amedeo di Savoia-Aosta e Silvia Paternò di Spedalotto, fra Hans-Adam II, principe regnante di Liechtenstein e Marie Kinsky von Wchinitz und Tettau, fra il granduca ereditario Guillaume di Lussemburgo e Stéphanie de Lannoy.
- La condizione "principesca" dei seguenti matrimoni si fa invece dubbia,[perché] nonostante il coniuge appartenga o discenda da persone appartenute alla nobiltà: fra la regina Beatrice dei Paesi Bassi e il barone Claus van Amsberg, fra il granduca Enrico di Lussemburgo e doña María Teresa Mestre.
- Il primogenito di Otto d'Asburgo, Carlo ha sposato Francesca Thyssen-Bornemisza, figlia del barone Hans Heinrich, grande ereditiera delle acciaierie omonime. La famiglia Thyssen divenne von Thyssen-Bornemnisza de Kászon et Impérfalva quando nel 1907 Heinrich Thyssen (1875 – 1947), a seguito delle nozze avvenute nel 1906 con la Baronessa Margit Bornemisza de Kászon et Impérfalva (1887 – 1971), ultima erede della sua famiglia, ricevette dall'Imperatore  Franz Joseph I d'Austria-Ungheria titolo e rango ereditario di barone del Regno d'Ungheria. Perciò, in teoria, stando alle antiche Leggi della casa d'Austria-Lorena il matrimonio dovrebbe risultare ipogamico e morganatico, ma essendo stato autorizzato dal capo della famiglia Otto d'Asburgo, viene considerato dinastico. Il secondogenito, Giorgio, ha invece contratto nozze principesche con Eilka di Oldemburg.
- Delle figlie del re di Romania, nessuna ha contratto un matrimonio tra pari; il primogenito del re di Grecia ha scelto l'ereditiera americana Marie-Chantal Miller. I figli del re di Bulgaria hanno scelto tra la piccola nobiltà e il notabilato spagnolo.
- Carlo, principe di Galles ha sposato in seconde nozze la divorziata Camilla Shand, di piccola nobiltà da parte di padre, ma legata alla più alta grazie alla madre.
- Vittorio Emanuele di Savoia ha sposato, senza consenso paterno, l'ex sciatrice nautica svizzera di origini italiane Marina Doria, priva di titoli nobiliari ma con illustri antenati.
- Il re d'Olanda ha sposato Maxima Zorreguieta Cerruti, appartenente a una famiglia borghese argentina.
- Le nozze del principe di Norvegia Haakon Magnus con una ragazza madre borghese, e quelle dell'allora principe delle Asturie, ora Re Filippo VI di Spagna, con una borghese divorziata.
- Un esempio di matrimonio principesco, ma non autorizzato (1964), è stato quello celebrato tra Carlo Ugo di Borbone-Parma e Irene di Orange-Nassau, figlia della regina Giuliana dei Paesi Bassi.